# Fausto Cisoto Giannecchini
Fausto Cisoto Giannecchini (San Paolo, 11 dicembre 1951) è un ex cestista brasiliano.

## Carriera
Con il Brasile ha disputato i Campionati mondiali del 1978, dove ha vinto la medaglia di bronzo, segnando 67 punti in 10 partite, e i Campionati americani del 1980.